# Добиаш-Рождественская, Ольга Антоновна
О́льга Анто́новна До́биаш-Рожде́ственская (19 (31) мая 1874, Харьков — 30 августа 1939, Ленинградская область) — российский и советский историк-медиевист, первая женщина-медиевист, палеограф, член-корреспондент АН СССР (1929), писатель. Дважды доктор, профессор.
По характеристике академика Е. А. Косминского — «наиболее крупная величина» ленинградской школы медиевистики после её главы И. М. Гревса.
Автор работ по истории католической церкви, монашества и культа святых.

## Биография
Родилась в Харькове 19 (31) мая 1874 года в семье профессора-историка чешского происхождения А. В. Добиаша. Её брат А. А. Добиаш — учёный-физик, педагог, профессор.
С 1895 года училась на Санкт-Петербургских высших женских курсах (Бестужевских), где историю преподавал профессор И. М. Гревс. В 1899 году за участие в политических волнениях была исключена, но затем восстановлена и в том же году окончила курсы. Некоторое время давала частные уроки. С 1907 года по приглашению Гревса стала преподавать на Бестужевских курсах; с 1916 года — профессор.
В 1908 году вышла замуж за Д. С. Рождественского.
В 1908—1911 годах была в научной командировке во Франции: Сорбонна, Национальная школа хартий (фр. École des Chartes), Высшая школа социальных наук (фр. École des Hautes Études). За это время она подготовила диссертацию «La vie paroissiale en France au XIII-e siècle ďaprès les actes episcopaux» и получила степень доктора Парижского университета (1911).
После возвращения на родину преподавала в Петроградском университете, где защитила магистерскую диссертацию «Церковное общество во Франции в XIII в.» (1915) — продолжение и расширение темы научной работы, написанной четыре года назад на французском языке и таким образом, стала первой в России женщиной — магистром всеобщей истории. Преподавала на Бестужевских курсах. В 1918 году ей было присвоена степень доктора всеобщей истории (диссертация «Культ св. Михаила в латинском средневековье», 1917) — и это был первый прецедент, когда в России такое звание было присвоено женщине.
Объектом научного изучения и преподавательской деятельности О. А. Добиаш-Рождественской было западноевропейское Средневековье, особое внимание она уделяла истории крестовых походов. На эту тему она читала курс лекций в Петербурге в 1913—1914 годах, а в первые послереволюционные годы посвятила ей три книги (как отмечала Н. Хачатурян, Добиаш-Рождественской «упорно рекомендовали перевести оценку Крестовых походов в контекст клановых противоречий в средневековом обществе, тогда как ученого интересовало духовное сознание и психология участников движения — воинов-рыцарей, рыцарей-монахов, сельской и городской бедноты, которые искали в этих походах не только возможность обогащения, но и духовного спасения»). Член-корреспондент Академии наук СССР с 1929 года. В своё время считалась «наиболее крупной представительницей ленинградской школы медиевистов». Как отмечал Е. А. Косминский, в Ленинграде вокруг O. A. Добиаш-Рождественской сложилась целая школа, изучавшая вопросы культурной истории (наиболее значимым результатом в этом отношении является сборник «Средневековый быт») и вспомогательных исторических дисциплин. Н. Хачатурян также указывала как великолепную и единственную по своему научному уровню в стране школу латинской палеографии в Ленинграде, созданную О. А. Добиаш-Рождественской.
С 1922 года и до самой смерти О. А. Добиаш-Рождественская работала также в Отделе рукописей Государственной Публичной библиотеки в Ленинграде.
С конца 1916 и до середины 1917 года О. А. Добиаш-Рождественская состояла в партии кадетов, в связи с чем в августе-сентябре 1919 года подверглась кратковременному аресту.
Скончалась 30 августа 1939 года в деревне Большие Изори Лужского района Ленинградской области. Похоронена в Санкт-Петербурге на Литераторских мостках Волковского кладбища.

## Избранные работы
Книги

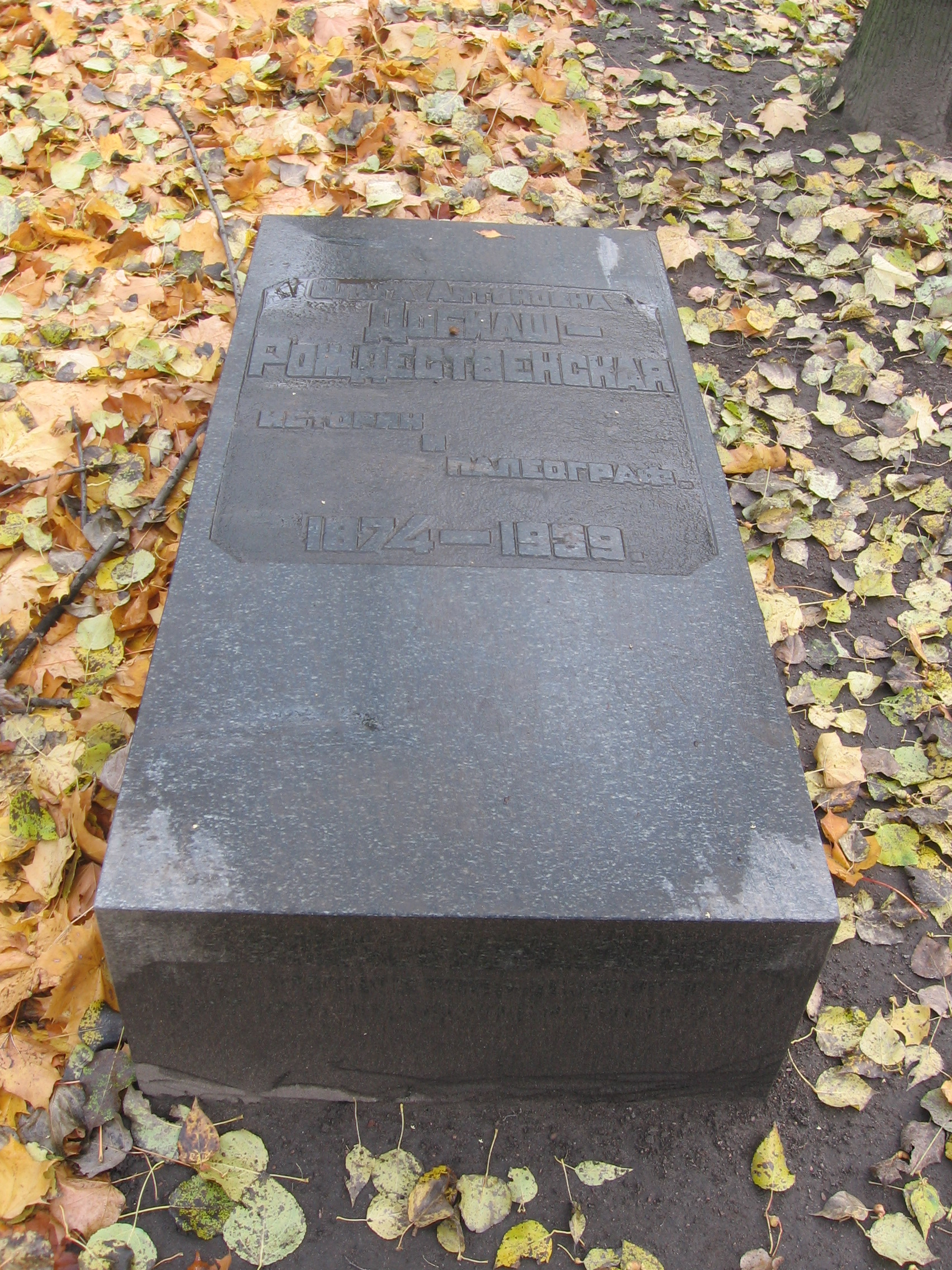
Надгробие О. А. Добиаш-Рождественской на Литераторских мостках

- «Церковное общество Франции в XIII веке» (Петроград, 1914)
- «Культ Св. Михаила в латинском средневековье» Архивная копия от 30 ноября 2020 на Wayback Machine (1917)
- «Эпоха Крестовых походов. Запад в крестоносном движении» (Петроград, 1918, переиздано Ломоносовъ, 2017)
- «Западная Европа в Средние века» (1920)
- «История письма в Средние века. Руководство к изучению латинской палеографии» Архивная копия от 1 декабря 2020 на Wayback Machine (1923, 2-е изд. 1936, 3-е изд. 1987)
- «Западные паломничества в средние века» (Л., 1924)
- «Крестом и мечом. Приключения Ричарда І Львиное Сердце» (Л., 1925, переиздано М.: Наука, 1991)
- Les anciens manuscrits latins de la Bibliothèque Publique de Léningrad. — Léningrad, 1929—1965. Vol. 1-2;
- «Стихотворения голиардов» (1931, на французском языке)
- «История Корбийской мастерской письма» (1934, на французском языке)
- Histoire de l’atelier graphique de Corbie de 651 а̀ 830, reflétée dans les corbeienses, leninopolitani. — Léningrad, 1934;
- «Культура западноевропейского средневековья: научное наследие» (М., 1987).

Статьи
- Об одной испанской рукописи // Культура Испании. / отв. ред. А. М. Деборин ; АН СССР. — М., 1940. — С. 267—296 (в соавт. с А. Д. Люблинской).

### Комментарии
1. ↑  По другим сведениям[6], «Практическая школа научных исследований» (фр. École pratique des hautes études).